# Westerse karmozijnbes
De westerse karmozijnbes (Phytolacca americana) is een vaste plant die behoort tot de karmozijnbesfamilie (Phytolaccaceae). Het is een plant van voedselrijke, vochtige grond. De plant komt van nature voor in Noord-Amerika en is in Europa ingevoerd en verwilderd.
De plant wordt 1-2 m hoog. De bladeren zijn elliptisch tot eirond-lancetvormig en hebben een spitse of toegespitste top.
De westerse karmozijnbes bloeit van juli tot september met witachtige bloemen. De vruchtdragende trossen gaan later overhangen, in tegenstelling tot die bij de oosterse karmozijnbes (Phytolacca esculenta). De tien vruchtbeginsels zijn met elkaar vergroeid, ook dit in tegenstelling tot die van de oosterse karmozijnbes.
De zwartpurperen vrucht is besachtig. De bessen zijn bijzonder giftig evenals de rauwe bladeren en stengels. De jonge scheuten in het voorjaar zijn onder omstandigheden eetbaar, maar vergissingen zijn snel gemaakt.
De plant wordt in Noord-Europa gezien als een invasieve exoot. Hij kan schade aanrichten door verdringing van een oorspronkelijke vegetatie doordat hij de neiging heeft monoculturen te vormen.
De plant wordt ook in de siertuin gebruikt.

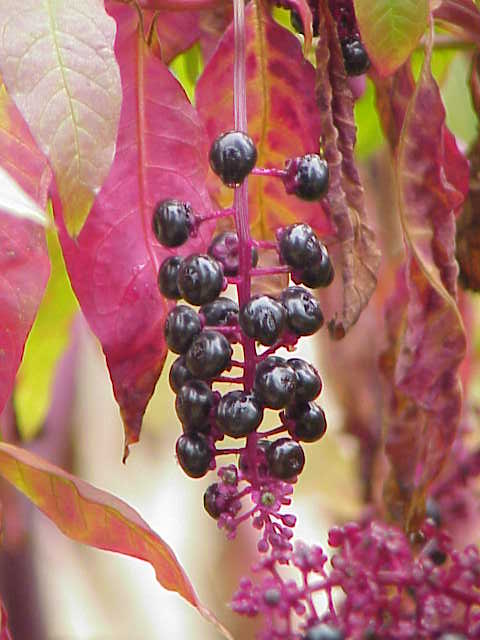
Bessen